# Wilfried Loll
Wilfried Loll (* 20. Juni 1945 in Rippach) ist ein deutscher Schauspieler.
Wilfried Loll studierte Theaterwissenschaften und begann als Schauspieler an der Volksbühne Berlin. Neben weiteren Engagements an verschiedenen Bühnen führte er auch Regie.
Nach mehreren Auftritten in Filmen und Serien war er von 1998 bis 2007 festes Mitglied der Kinder- und Jugendserie Schloss Einstein und spielte dort den Gründer und auch Leiter des Internats, Dr. Emanuel Stollberg.

## Filmografie
- 1971: Avantgarde (Theateraufzeichnung)
- 1983: Romeo und Julia auf dem Dorfe
- 1984: Junge Leute in der Stadt
- 1986: Blonder Tango
- 1988: Der Eisenhans
- 1990–1991 Spreewaldfamilie
- 1990: Rückwärtslaufen kann ich auch
- 1990: Kartoffeln mit Stippe (Fernsehfilm)
- 1991: Der Tangospieler
- 1991: Zwischen Pankow und Zehlendorf
- 1991: Der Fall Ö.
- 1991: Trillertrine
- 1994: Polizeiruf 110 – Totes Gleis
- 1995: Die Wölfe
- 1998:  Polizeiruf 110 – Das Wunder von Wustermark
- 1998–2007: Schloss Einstein (Fernsehserie, 480 Folgen)
- 1998–2004: Im Namen des Gesetzes (Fernsehserie, 16 Folgen)
- 1999: Wolffs Revier (Fernsehserie, eine Folge)
- 2001: Aszendent Liebe
- 2003: Mitfahrer
- 2006–2008: Gute Zeiten, schlechte Zeiten (Fernsehserie, vier Folgen)
- 2007: Verliebt in Berlin
- 2008: In aller Freundschaft (Fernsehserie, eine Folge)
- 2009: Mein Mann, seine Geliebte und ich (Fernsehfilm, Regie: Dagmar Hirtz)
- 2010: Unser Charly (Fernsehserie, eine Folge)
- 2011: Am Birkenweg 4 (Fernseh-Kurzspielfilm)
- 2018: Jenny – echt gerecht (Fernsehserie, eine Folge)

## Hörspiele
- 1991: Paul Zech: Das Trunkene Schiff (Rangierer) – Regie: Wolfgang Rindfleisch (Hörspiel – Funkhaus Berlin)